# Nancy Chaffee
Nancy Chaffee Whitaker (Ventura, 6 marzo 1929 – Coronado, 11 agosto 2002) è stata una tennista statunitense.

## Biografia
È stata introdotta allo sport dal padre che faceva l'istruttore di tennis, nel periodo universitario mentre frequentava l'University of Southern California ha gareggiato con gli uomini non essendoci una squadra di tennis femminile. Si è sposata nel 1951 con il giocatore di baseball Ralph Kiner con cui ha avuto tre figli: Michael, Scott e Kathryn Freeman. È convolata a nozze una seconda volta nel 1991 con il giornalista sportivo Jack Whitaker.

## Carriera
Si fa notare già a livello giovanile vincendo tornei nazionali di categoria, tra il 1949 e il 1952 ha giocato quattro finali consecutive agli US Indoors perdendo la prima con Gertrude Moran e vincendo le tre successive su Althea Gibson, Beverly Baker Fleitz e Patricia Canning Todd.
Nei tornei dello Slam ha raggiunto la semifinale degli U.S. National Championships 1950 pur non essendo testa di serie ed eliminando sulla sua strada la campionessa di Wimbledon Louise Brough prima di arrendersi in tre set a Margaret Osborne duPont, l'anno successivo ha raggiunto i quarti di finale a Wimbledon venendo sconfitta da Doris Hart.
Nel doppio femminile ha raggiunto due semifinali consecutive a Wimbledon nel biennio 1950-51 mentre agli U.S. National Championships 1951 si avventura fino all'incontro per il titolo in coppia con Patricia Todd dove si arrendono alla coppia statunitense formata da Shirley Fry e Doris Hart.
Si è ritirata nel 1952 dopo il successo agli US Indoors per dedicarsi alla famiglia.

## Statistiche

### Finali nei tornei del Grande Slam

#### Doppio

##### Sconfitte in finale (1)
| Anno | Torneo                                | Compagna      | Avversarie in finale   | Punteggio |
| 1951 | U.S. National Championships, New York | Patricia Todd | Shirley Fry Doris Hart | 4–6, 2–6  |